# 新大嶼山巴士38、39M線

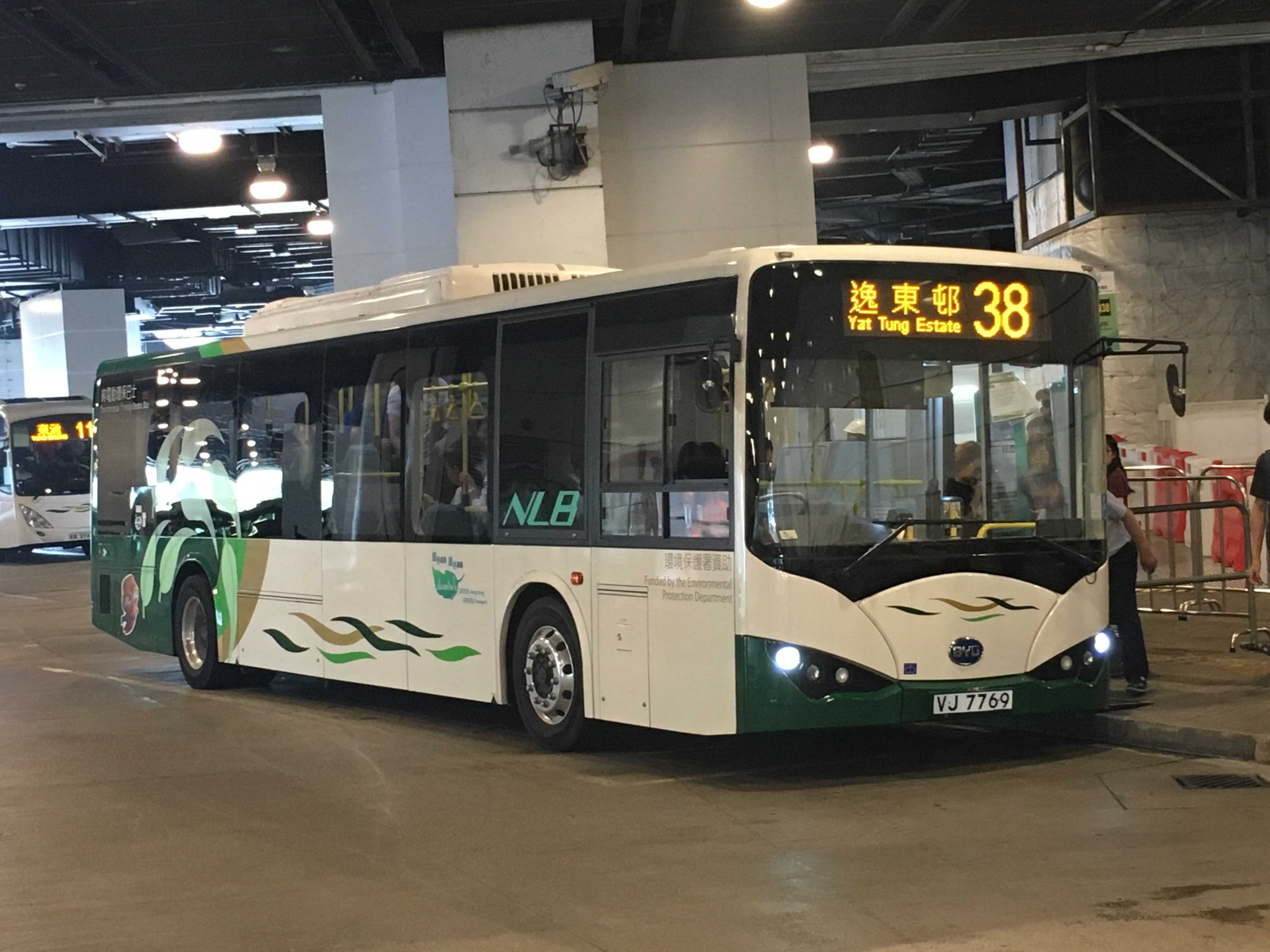
一輛行走新大嶼山巴士38線的比亞迪K9R巴士。

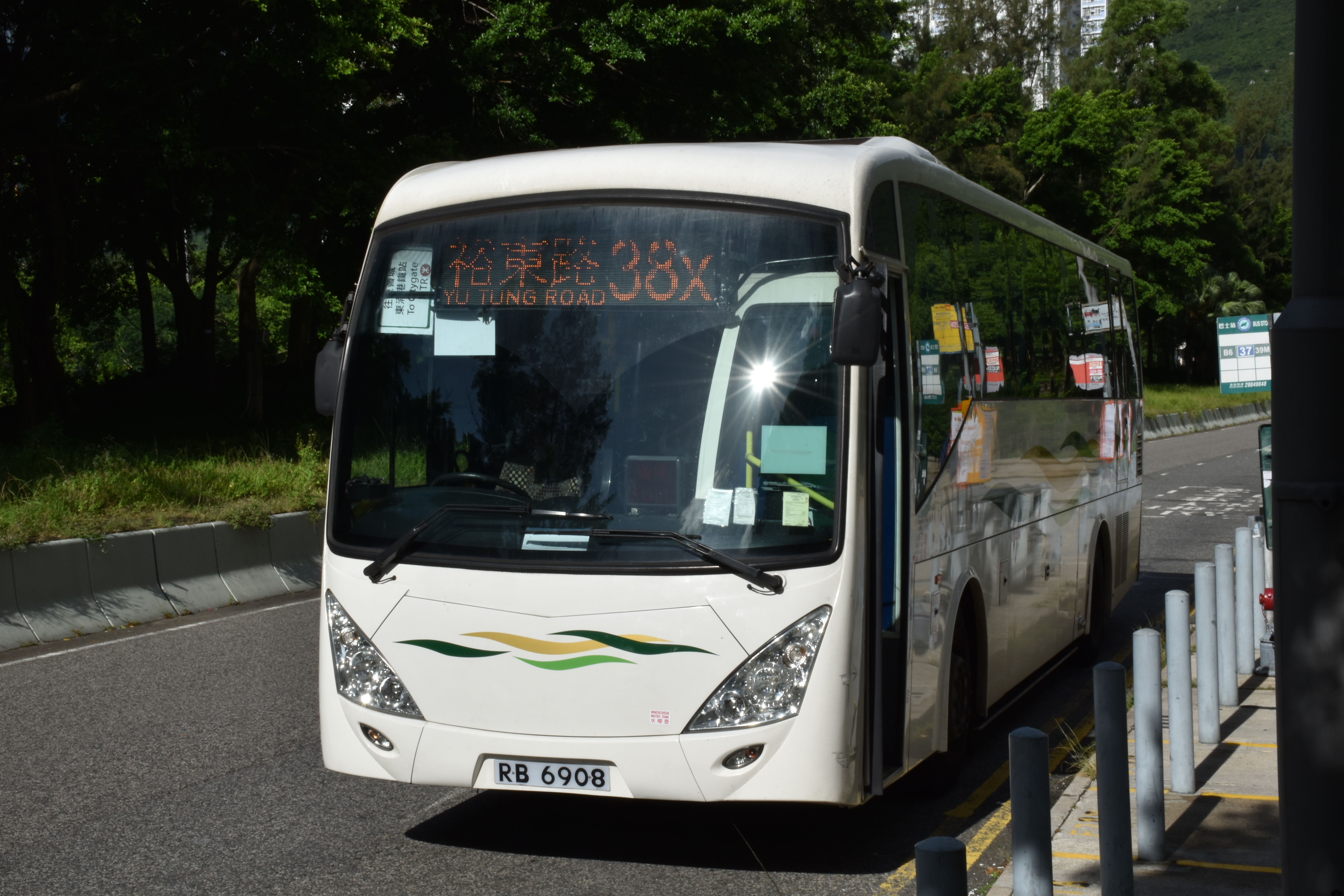
新大嶼山巴士38X線

新大嶼山巴士38線是香港大嶼山東涌新市鎮一條來往逸東邨和東涌鐵路站的循環巴士路線。38線另設兩條特別線—38X、N38，前者為38的輔助路線，逢星期一至五上課日由逸東邨（雍逸樓）來往東涌鐵路站；後者起訖點與行車路線與38線完全相同，是38線的通宵版本，且為雙向運作。
新大嶼山巴士39M線是香港大嶼山東涌一條巴士路線，循環來往東涌市中心至滿東邨。

## 歷史
東涌於1990年代中期開始發展，於2001年，位於新市鎮西部的逸東邨開始入伙，因該邨離市中心較遠，故新大嶼山巴士於2001年3月15日起開辦了38線，開辦時已經為循環運作，接載居民往返市中心和接駁其他交通工具。又於2001年8月16日起開辦了N38線，方便深夜乘客往返市中心和接駁其他交通工具。2002年9月1日起N38線改為兩邊總站，往逸東邨方向改經順東路（東堤灣畔），不經達東路（富東商場）。
2005年8月29日起嶼巴開辦了38P線，於星期一至五上課日早上接載學生直達松逸街和方便近裕東路的逸東邨居民往來東涌市中心。再於2010年8月25日起開辦了38X線，於星期一至五上課日早上接載近松仁路的逸東邨居民直達東涌市中心。
2011年9月1日38X改於裕東路開出，經松仁路前往東涌市中心，再停靠富東商場（不停東薈城），並接載學生直達松逸街。2012年1月9日路線38P取消，併入38X。
因應位於東涌南的東涌39區公營房屋（命名為「滿東邨」）擬於2018年第四季落成入伙，嶼巴於2017-2018年度巴士路線計劃中，建議開辦一條全新路線，全日往返滿東邨至東涌港鐵站，方便該邨及近裕東路的逸東（一）邨居民往返東涌市中心及港鐵東涌站。
原建議內，本線將取代走線幾乎相同的38X線服務，並設有上課日早上特別班次，循環來往松滿路（港青基信書院、明愛華德高中書院）及東涌港鐵站，往東涌站方向繞經松仁路，但相關特別班次及38X線取消的建議卻未有在本線投入服務時實行。
2018年11月9日，39M線投入服務，總站設於裕東路滿樂坊外。
2019年2月18日，39M線提早及延長滿東邨頭尾車時間至分別06:10及00:10。
2019年4月27日：39M線的總站由滿東邨遷往東涌市中心。
2019年6月3日：39M線延長東涌市中心尾班車時間至00:20，並增設特別班次，於每日05:40、05:55及06:10由滿東邨單向前往東涌市中心。
2020年12月1日：39M特別班次星期一至五加至6班。

## 服務時間及班次
38
| 逸東邨開 | 逸東邨開    | 逸東邨開     |
| 日期     | 服務時間    | 班次（分鐘） |
| -------- | ----------- | ------------ |
| 每天     | 05:30-06:48 | 6            |
| 每天     | 06:48-18:56 | 3-4          |
| 每天     | 18:56-00:00 | 2-4          |
| 每天     | 00:00-00:27 | 6-7          |

38X
| 逸東邨（雍逸樓）開 | 逸東邨（雍逸樓）開 | 逸東邨（雍逸樓）開 |
| 日期               | 服務時間           | 班次（分鐘）       |
| ------------------ | ------------------ | ------------------ |
| 星期一至五上課日   | 07:00-08:00        | 6                  |
| 星期一至五上課日   | 08:00-08:32        | 8                  |

星期六、日、學校假期及公眾假期不設服務
39M
| 東涌市中心開         | 東涌市中心開 | 東涌市中心開 |
| 日期                 | 服務時間     | 班次（分鐘） |
| -------------------- | ------------ | ------------ |
| 星期一至五           | 06:10-08:02  | 7            |
| 星期一至五           | 08:02-08:10  | 8            |
| 星期一至五           | 08:10-09:00  | 10           |
| 星期一至五           | 09:00-15:00  | 15           |
| 星期一至五           | 15:00-17:00  | 12           |
| 星期一至五           | 17:00-19:20  | 10           |
| 星期一至五           | 19:20-00:20  | 15           |
| 星期六、日及公眾假期 | 06:10-08:20  | 10           |
| 星期六、日及公眾假期 | 08:20-00:20  | 15           |

- 滿東邨開：
  - 星期一至五：05:40、05:55、06:10、06:26、06:41、06:55
  - 星期六、日及公眾假期：05:40、05:55、06:10

N38
| 每日逸東邨開 | 每日逸東邨開 | 每日逸東邨開 | 每日逸東邨開 |
| ------------ | ------------ | ------------ | ------------ |
| 00:30        | 00:45        | 01:00        | 01:30        |
| 02:00        | 02:30        | 03:00        | 03:30        |
| 04:00        | 04:30        | 05:00        |              |

| 每日東涌站開 | 每日東涌站開 | 每日東涌站開 | 每日東涌站開 |
| ------------ | ------------ | ------------ | ------------ |
| 00:40        | 00:55        | 01:10        | 01:40        |
| 02:10        | 02:40        | 03:10        | 03:40        |
| 04:10        | 04:40        | 05:10        |              |

## 收費
38、38X
全程：$3.8
39M
全程：$3.9
| - 12歲以下小童及65歲或以上長者乘搭本線可獲半價優惠。 - 65歲或以上長者以八達通（包括「樂悠咭」）乘搭本線亦可享有車資折扣，應繳車費如上方所示，或可向車長查詢。 - 持有當日有效「大嶼通」或「大澳通」乘車證之乘客，上車時向車長出示有效乘車證，可乘搭本線。 - 65歲或以上長者使用長者或個人八達通（包括「樂悠咭」）繳付車資，均可享有每程$2.0或長者優惠車費（以較低者為準）的票價優惠；12歲以下合資格殘疾兒童使用「殘疾人士身份」個人八達通繳付車資，均可享有每程$2.0或半價（以較低者為準）的票價優惠；12至64歲合資格殘疾人士使用「殘疾人士身份」個人八達通，以及60至64歲香港居民使用「樂悠咭」繳付車資，均可享有每程$2.0或全費（以較低者為準）的票價優惠。 - 乘客可以現金或八達通於上車時付款，不設找續。 - 每位成人乘客可免費攜帶最多兩名4歲以下而不佔座位的兒童乘客乘車，超額之4歲以下小童必須繳付小童車費乘車。 - 新大嶼山巴士全職員工及家屬（不包括外判職員）可免費乘搭本路線，惟必須出示職員證或家屬證。 - 乘客亦可使用AlipayHK「易乘碼」、支付寶及WeChatHK／微信支付「搭車碼」繳付車資。乘客使用此支付方式，將不能享有與其他嶼巴路線之轉乘優惠、「公共交通費用補貼計劃」及「長者及合資格殘疾人士公共交通票價優惠計劃」；而使用WeChatHK／微信支付「搭車碼」亦不能享有小童／長者半價優惠。 |

N38
全程：$5.4
| - 本線設有12歲以下小童及65歲或以上長者半價優惠。 - 65歲或以上香港居民使用「樂悠咭」，以及12歲以下合資格殘疾兒童使用「殘疾人士身份」個人八達通繳付車資，均可享有每程$2.0或半價（以較低者為準）的票價優惠；12至64歲合資格殘疾人士使用「殘疾人士身份」個人八達通（包括「樂悠咭」），以及60至64歲香港居民使用「樂悠咭」繳付車資，均可享有每程$2.0或全費（以較低者為準）的票價優惠。 - 65歲或以上長者如使用長者或一般個人八達通繳付車資，則只可享有半價優惠；12至64歲合資格殘疾人士如不使用「殘疾人士身份」個人八達通，以及60至64歲人士如不使用「樂悠咭」繳付車資，必須繳付全費。 - 乘客可以現金或八達通於上車時付款，不設找續。 - 每位成人乘客可免費攜帶最多兩名4歲以下而不佔座位的兒童乘客乘車，超額之4歲以下小童必須繳付小童車費乘車。 - 新大嶼山巴士全職員工及家屬（不包括外判職員）可免費乘搭本路線，惟必須出示職員證或家屬證。 - 乘客亦可使用AlipayHK「易乘碼」、支付寶及WeChatHK／微信支付「搭車碼」繳付車資。乘客使用此支付方式，將不能享有與其他嶼巴路線之轉乘優惠、「公共交通費用補貼計劃」及「長者及合資格殘疾人士公共交通票價優惠計劃」；而使用WeChatHK／微信支付「搭車碼」亦不能享有小童／長者半價優惠。 |

### 八達通轉乘優惠
- 港鐵：

1.乘搭39M線上車後1小時內於東涌站轉乘港鐵，或由東涌站出閘後轉乘39M線，成人可享有$1折扣優惠（不適用於其他乘客，包括學生及殘疾人士）
2.乘搭38、38X或N38線上車後1小時內於東涌站轉乘港鐵，或由東涌站出閘後轉乘38、38X或N38線，成人及殘疾人士可享有$1折扣優惠（不適用於其他乘客，包括學生）
- 巴士：

1.乘搭38線上車後1小時內轉乘B6線，或B6線上車後1小時內轉乘38線，可享有$3.6折扣優惠（小童可享有$1.8折扣優惠，長者則可享有$1.4折扣優惠，不適用於38X、39M及N38線）
2.乘搭38線上車後1.5小時內轉乘E11/E11A/E11B、E21、E22、E22A、E23/E23A線，或由左列路線上車後2.5小時內轉乘38線，可享有$1折扣優惠（小童／長者則可享有$0.5折扣優惠；不適用於39M及N38線）
3. 乘搭38或38X線上車後1.5小時內轉乘E32, E33, E33P, E36, E36P, E36S,E37, E41, E42線，或由左列路線上車後2.5小時內轉乘38或38X線，可享有$1折扣優惠（小童／長者則可享有$0.5折扣優惠；不適用於39M及N38線）
4.乘搭38X線(往東涌站方向)上車後1小時內轉乘B6線，可享有$2.2折扣優惠（小童／長者則可享有$1.1折扣優惠）

## 使用車輛
38
開辦初期均使用丹尼士飛鏢、猛獅NL262、猛獅NL263、猛獅NL273、猛獅A91、猛獅24.310、富豪B6LE等。但自從猛獅NL262、猛獅24.310和富豪B6LE退役後，新購入的青年單層巴士便取代有關空缺。
2018年7月底，2部比亞迪K9R加入行走此路線，展開為期兩年的試驗。
2020年2月21日起，因應B2系路線、B4線與B6線大幅削減班次，主力派車由猛獅NL273、猛獅A91、青年JNP6122GR1、比亞迪K9R改為Enviro 400與猛獅A95；車輛主要從以上路線抽調。
39M
開辦初期主要使用猛獅NL273單層巴士。因應居民逐步搬入滿東邨，使此路線客量上升；所以，自2019年4月末起，嶼巴便全數改派猛獅A95雙層巴士行駛。

## 行車路線
38
經：逸東街、松仁路、裕東路、順東路、美東街、東涌站巴士總站、達東路、順東路、裕東路、松仁路及逸東街。
38X
經：裕東路、松仁路、裕東路、順東路、達東路、東涌站巴士總站、美東街、順東路、裕東路、松滿路、松逸街、松滿路及裕東路。
39M
經：東涌市中心巴士總站、美東街、達東路、順東路、裕東路（西行）、掉頭、裕東路（東行）、順東路及達東路。
N38
逸東邨開經：逸東街、松仁路、裕東路、順東路及達東路。
東涌站開經：美東街、達東路、順東路、裕東路、松仁路及逸東街。

### 沿線車站

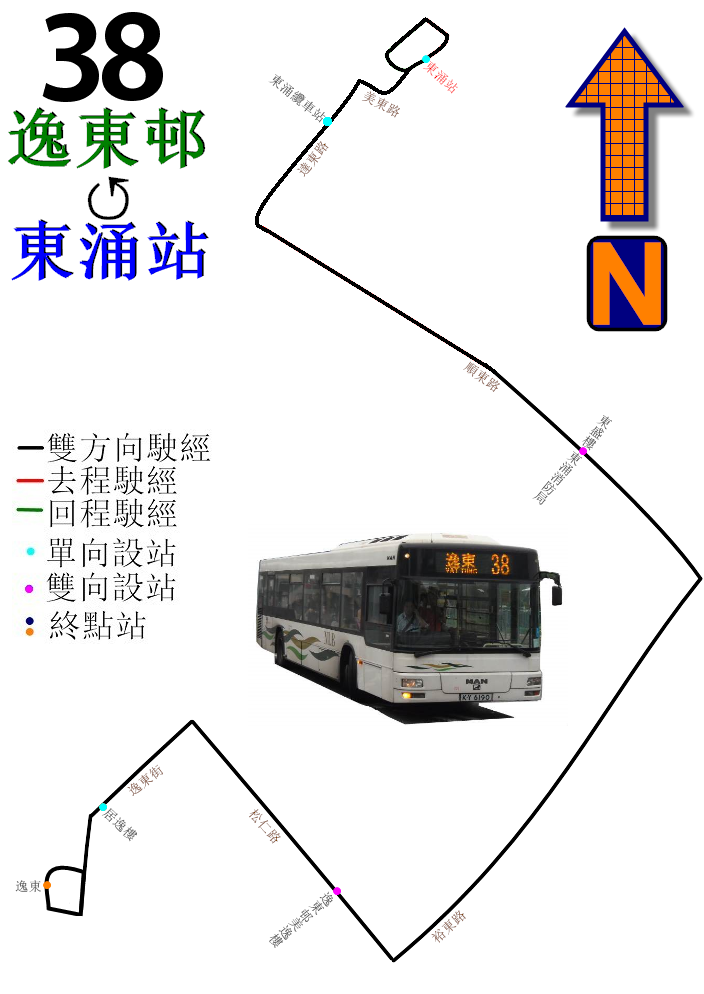
38線的走線圖

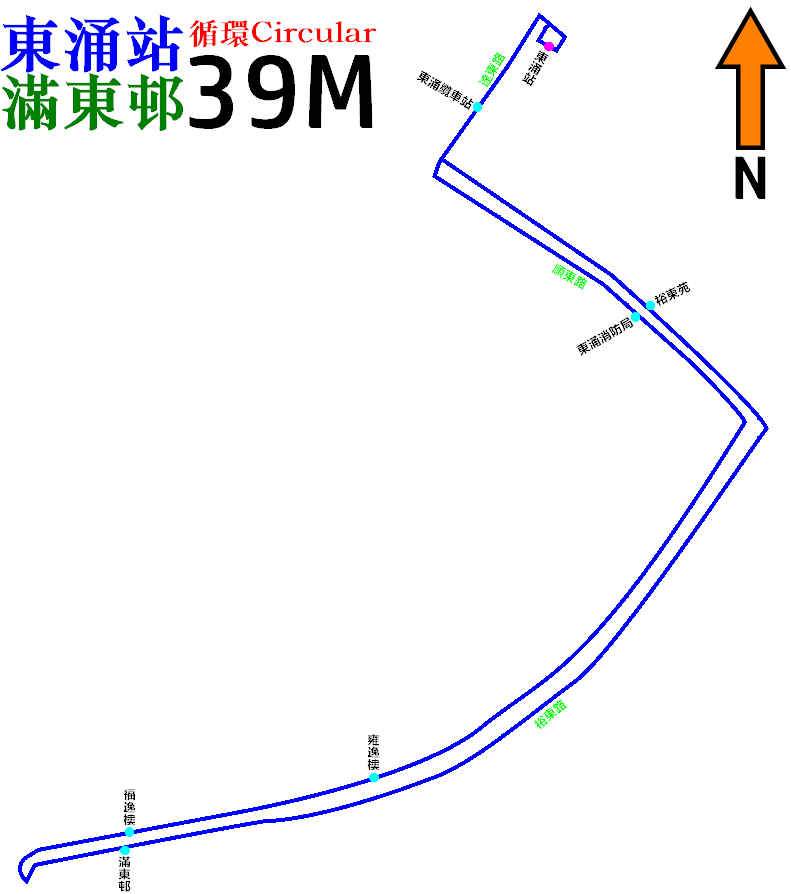
39M線的走線圖

38
| 逸東邨開 | 逸東邨開     | 逸東邨開             |
| 序號     | 車站名稱     | 位置                 |
| -------- | ------------ | -------------------- |
| 1        | 逸東邨       | 逸東邨公共運輸總站   |
| 2        | 北大嶼山醫院 | 松仁路               |
| 3        | 東涌消防局   | 順東路               |
| 4        | 東涌纜車站   | 達東路               |
| 5        | 東涌站       | 東涌站巴士總站       |
| 6        | 裕東苑       | 順東路               |
| 7        | 北大嶼山醫院 | 松仁路               |
| 8        | 逸東邨居逸樓 | 逸東街               |
| 9        | 逸東邨       | 逸東邨公共運輸交匯處 |

38X
| 裕東路（雍逸樓）開 | 裕東路（雍逸樓）開     | 裕東路（雍逸樓）開 |
| 序號               | 車站名稱               | 位置               |
| ------------------ | ---------------------- | ------------------ |
| 1                  | 逸東邨雍逸樓           | 裕東路             |
| 2                  | 逸東邨康逸樓           | 裕東路             |
| 3                  | 北大嶼山醫院（北行站） | 松仁路             |
| 4                  | 北大嶼山醫院（南行站） | 松仁路             |
| 5                  | 東涌消防局             | 順東路             |
| 6                  | 東涌纜車站             | 達東路             |
| 7                  | 東涌站                 | 東涌站巴士總站     |
| 8                  | 富東廣場               | 達東路             |
| 9                  | 裕東苑                 | 順東路             |
| 10                 | 港青基信書院           | 松逸街             |
| 11                 | 家興臨時停車場         | 松滿路             |
| 12                 | 逸東邨福逸樓           | 裕東路             |
| 13                 | 逸東邨雍逸樓           | 裕東路             |

39M
| 東涌站開 | 東涌站開     | 東涌站開       |
| 序號     | 車站名稱     | 位置           |
| -------- | ------------ | -------------- |
| 1        | 東涌站       | 東涌站巴士總站 |
| 2        | 裕東苑       | 順東路         |
| 3        | 滿東邨       | 裕東路         |
| 4        | 逸東邨福逸樓 | 裕東路         |
| 5        | 逸東邨雍逸樓 | 裕東路         |
| 6        | 東涌消防局   | 順東路         |
| 7        | 東涌纜車站   | 達東路         |
| 8        | 東涌站       | 東涌站巴士總站 |

N38
| 逸東邨開 | 逸東邨開     | 逸東邨開       | 東涌站開 | 東涌站開     | 東涌站開       |
| 序號     | 車站名稱     | 位置           | 序號     | 車站名稱     | 位置           |
| -------- | ------------ | -------------- | -------- | ------------ | -------------- |
| 1        | 逸東邨       | 逸東邨巴士總站 | 1        | 東涌站       | 東涌站巴士總站 |
| 2        | 北大嶼山醫院 | 松仁路         | 2        | 裕東苑       | 順東路         |
| 3        | 東涌消防局   | 順東路         | 3        | 北大嶼山醫院 | 松仁路         |
| 4        | 東涌纜車站   | 達東路         | 4        | 逸東邨居逸樓 | 逸東街         |
| 5        | 東涌站       | 東涌站巴士總站 | 5        | 逸東邨       | 逸東邨巴士總站 |

## 客量
早期逸東邨仍未完全入伙，加上受到城巴S52線和龍運巴士S64線競爭，而班次達半小時一班，故此客量較低，後來越來越多居民遷入，加上往東涌方向車費便宜，客量開始上升，成為逸東邨最重要的路線。因為客量多，新大嶼山巴士積極投資在38線，除了提供極頻密的班次外，又提供通宵班次（N38）及早上輔助路線（38X）、港鐵及城巴、龍運對外巴士線轉乘優惠外，更因應路程短而載客量多的營運情況，購入了9輛猛師NL263型巴士、5輛猛師NL262型巴士和6輛富豪B6LE巴士服務。NL263型巴士一度於2007年6月起全數調往B2系線行走，但隨著青年JNP6122G投入服務B2系線而於2011年9月悉數調回38線。隨著在2016年上半年至2018年，猛獅A95分兩批投入服務B2系線以應付需求，於該段期間青年JNP6122G大部份調回38線。
38線是眾多新大嶼山巴士路線中，班次最頻密的一條，最密2分鐘一班，最疏也不過8分鐘一班，但紀錄中最密可以在1分鐘內開出兩班車，它亦是全港專利巴士路線中，位列第三班次最密路線，僅次於九巴的273線、隧巴301線，並與過海隧道巴士112線及過海隧道巴士118線並列第三班次最密路線。
通常早上在逸東總站，38線會分成兩條隊伍，兩部巴士同時靠站並同時上客，然後一起開出。
但自2021年4月4日起嶼巴加價後，38線長者收費由$1.2大增至$1.7，車費比起城巴S52線（$1.5）和龍運巴士S64線（$1.6）機場回程分段還要昂貴，導致部分往逸東邨方向乘客改為乘坐有關路線，加上38線在2020年2月21日起全數改用雙層巴士行駛，38線長期供不應求的情況因而得到紓緩。